# Парковая улица (Зеленогорск)
Па́рковая у́лица — улица в городе Зеленогорске Курортного района Санкт-Петербурга. Проходит от Красноармейской улицы до Церковной улицы.
Первоначально называлась иначе — Puistokatu, что с финского языка переводится как Парковая улица. Топоним известен с 1920-х годов.
После войны улице дали современное название, которое является калькой.
Вся нечетная сторона Парковой улицы представляет собой зелёную зону — сквер «Победа» и Молодёжный сквер.

## Перекрёстки
- Красноармейская улица
- Парковый переулок
- Церковная улица